# Rionegro & Solimões (álbum de 1993)
Rionegro & Solimões (também conhecido como Meu Amor) é o terceiro álbum de estúdio da dupla sertaneja brasileira Rionegro & Solimões. Foi lançado em 1993 pela Brasil Rural, e relançado pela Velas. Teve como sucessos as canções "Como Esquecer um Amor", Meu Amor" e "Eu Quero Fazer Amor". O álbum vendeu em torno de 35 mil cópias.

## Sobre o álbum
Através de mais uma campanha política em Franca, a dupla conseguiu dinheiro para a gravação do seu terceiro disco. Por não terem uma gravadora, o projeto foi lançado, inicialmente, de forma independente. Então, a dupla procurou o Micael, da Brasil Rural, para que ele prensa-se entorno de 2 a 3 mil discos. Eles levaram o tape para a gravadora, inclusive, gravando uma música extra no processo, contrataram o Cavaco, um conhecido divulgador da região, para distribuir o disco, principalmente nas regiões de São Paulo, Minas Gerais e Goiás.
Com o sucesso do disco, a dupla começou a ser requisitada para shows e eventos, porém, quando o disco foi lançado, a dupla não tinha um contato oficial, então eles foram procurar Alexandre Gibson, ex-sócio do Paulinho Henrique, que na época, era empresário de Gian & Giovani, para colocar o seu número, que permitiu. Pouco tempo depois, o telefone começou a tocar, e a dupla começou a fazer shows.
Rionegro sempre foi muito curioso, e gostava de música country. Em Franca tinha uma loja de disco, chamada RevoluSom, cujo dono era muito amigo dele, e de vez em quando, ele arruma discos de música country para o cantor, sendo um deles, o seu primeiro disco do cantor e compositor norte-americano Alan Jackson. Um dia, o cantor foi a loja para perguntar sobre a situação de venda de seu disco, foi onde conheceu Galvão, que na época era diretor artístico da Velas. Ele lhe disse que seu disco estava sendo muito requisitado na região de Rio Preto porém não tinham informação para entrar em contato, então Rionegro lhe deu o telefone de sua própria casa. Na semana seguinte, Vitor Martins, dono da gravadora na época, ligou para ele os convidando para conversar, onde disse que queria contratá-los para fazer três trabalhos, sendo um deles o próprio disco que foi relançado pela gravadora, agora em formato de CD.

## Faixas
| N.º            | Título                  | Compositor(es)              | Duração |  |
| 1.             | "Como Esquecer Um Amor" | Domiciano / Rionegro        | 3:16    |  |
| 2.             | "Está Faltando Você"    | Domiciano / Rionegro        | 3:11    |  |
| 3.             | "Eu Saio Dessa"         | Rionegro                    | 3:33    |  |
| 4.             | "Como é Possível"       | Maurilo Serpa / Lauro Souza | 3:00    |  |
| 5.             | "Eu Quero Fazer Amor"   | Rionegro                    | 3:34    |  |
| 6.             | "Meu Amor"              | Rionegro / Pinocchio        | 2:12    |  |
| 7.             | "Quero Sua Volta"       | Domiciano / Rionegro        | 3:28    |  |
| 8.             | "Lá Vou Eu"             | Dimarco                     | 3:00    |  |
| 9.             | "Não Me Deixe Louco"    | Domiciano / Rionegro        | 2:48    |  |
| 10.            | "O Rio do Meu Coração"  | Lando                       | 2:56    |  |
| 11.            | "Falta Deus No Coração" | Domiciano / Solimões        | 2:42    |  |
| Duração total: | Duração total:          | Duração total:              | 33:14   |  |